# زمان (مجلة)
زمان  (بالفرنسية: Zamane) هي مجلة شهرية مغربية مختصة بتاريخ المغرب وتنشر بنسختين: النسخة بالفرنسية—منذ انطلاق المجلة في نوفمبر 2010—والنسخة بالعربية—منذ أكتوبر 2013. الجملة أنشأها الصحفيان يوسف شميرو وسليمان بن شيخ، وهي أول مجلة للتاريخ في المغرب والوحيدة.
هذه المجلة التي تزيد عن 100 صفحة يساهم فيها الأساتذة الباحثون المغاربة، وبدرجة أقل الأجانب. هي غنية بالصور والرسوم التي تأتي الكثير منها من مجموعات خاصة أو من أرشيفات خاصة لمؤرخين. غرض المجلة أن تحافظ على التاريخ الحديث، والعصور القديمة والأثرية والعصور الوسطى وأن تروج التاريخ الوطني عند من يشعر بالإزعاج من علم التاريخ المدرسي أو الرسمي.

## تاريخ
في أكتوبر 2013، نشرت مجلة زمان باللغة العربية ولكن بمحتوى مختلف من محتوى النسخة باللغة الفرنسية.

## وصلات خارجية
- زمان- تاريخ المغرب.